# Rugles

Rugles este o comună în departamentul Eure, Franța. În 1 ianuarie 2022 avea o populație de 2.199 de locuitori.